# Campos Challenger 1988
Il Campos Challenger 1988 è stato un torneo di tennis facente parte della categoria ATP Challenger Series nell'ambito dell'ATP Challenger Series 1988. Il torneo si è giocato a Campos do Jordão in Brasile dal 25 al 31 luglio 1988 su campi in cemento.

## Vincitori

### Singolare
Cássio Motta ha battuto in finale  Fernando Roese con il punteggio di 6–4, 4–6, 6–2

### Doppio
Ivan Kley /  Fernando Roese hanno battuto in finale  Danilo Marcelino /  Mauro Menezes con il punteggio di 6–4, 6–4